# Светско првенство у хокеју на леду — Дивизија III
Светско првенство у хокеју на леду - Дивизије III међународно је такмичење у хокеју на леду које се сваке године одржава под патронатом Светске хокејашке федерације. У садашњем формату одржава се од 2003. године и представља најнижи ранг у оквиру такмичења за светску титулу ИИХФ.

## Историјат и систем такмичења
Дивизија III формирана је након рерганизације такмичења за светско првенство у организацији ИИХФ током 2001. године, и тада су најслабији тимови из дотадашње групе Д пребачени у овај ранг такмичења.
У периоду између 2002. и 2011. по две најбоље пласиране селекције остваривале су право на пласман у виши ранг такмичења у наредној сезони (Светско првенство у хокеју на леду — Дивизија II) док су две најслабије селекције из тог ранга наступале уместо њих у наредној сезони. Од сезоне 2012. пласман у виши ранг остварује искључиво победник лиге.
Број екипа учесница на такмичењу се мења од године до године. Уколико је за такмичење пријављено више од 6 екипа, играју се квалификације у којима поред нових екипа наступају и две последњепласиране селекције из претходне сезоне. Преко квалификација право наступа у главном делу турнира обезбеђују две најбоље пласиране селекције.
Једино је на првенству одржаном 2010. учествовало 8 екипа подељених у две групе. Од 2012. само победник турнира обезбеђује пласман у виши ранг.

## Победници

### Група Д
У периоду између 1987. и 2000. најнижи ранг такмичења била је група Д. На првенствима 1992, 1994 и 1995. уместо групе Д постојала је група Ц2 чији победници су обезбеђивали пласман у групу Ц1 (иако је група Ц2 била исто што и група Д).
| Година | Репрезентација       |
| ------ | -------------------- |
| 1987.  | Аустралија           |
| 1989.  | Белгија              |
| 1990.  | Уједињено Краљевство |
| 1992.  | Шпанија              |
| 1994.  | Естонија             |
| 1995.  | Хрватска             |
| 1996.  | Литванија            |
| 1997.  | Хрватска             |
| 1998.  | Бугарска             |
| 1999.  | Шпанија              |
| 2000.  | Израел               |

### Дивизија III
Од 2002. до 2011. пласман у виши ранг, Дивизију II остваривала су по два најбоље пласирана тима, док од 2012. то право има само победник такмичења који се пласира у групу Б дивизије II.
| Година | Победник       | Другопласирани тим |
| ------ | -------------- | ------------------ |
| 2003   | Нови Зеланд    | Луксембург         |
| 2004   | Исланд         | Турска             |
| 2005   | Мексико        | Јужна Африка       |
| 2006   | Исланд         | Турска             |
| 2007   | Нови Зеланд    | Ирска              |
| 2008   | Северна Кореја | Јужна Африка       |
| 2009   | Нови Зеланд    | Турска             |
| 2010   | Северна Кореја | Ирска              |
| 2011   | Израел         | Јужна Африка       |

| Година | Победник турнира | Другопласирани | Трећепласирани |
| ------ | ---------------- | -------------- | -------------- |
| 2012.  | Турска           | Северна Кореја | Луксембург     |
| 2013.  | Јужна Африка     | Северна Кореја | Луксембург     |
| 2014.  | Бугарска         | Северна Кореја | Луксембург     |
| 2015.  | Северна Кореја   | Турска         | Луксембург     |
| 2016.  | Турска           | Грузија        | Јужна Африка   |
| 2017.  | Луксембург       | Бугарска       | Грузија        |
| 2018.  | Грузија          | Бугарска       | Турска         |
| 2019.  | Бугарска         | Турска         | Туркменистан   |

| Година | Пласман у виши ранг               | Пласман у виши ранг               | Испадање у нижи ранг              | Испадање у нижи ранг              |
| Година | Дивизија II Б                     | Дивизија III A                    | Дивизија III B                    | Дивизија IV                       |
| ------ | --------------------------------- | --------------------------------- | --------------------------------- | --------------------------------- |
| 2020.  | Отказано због Пандемије ковида 19 | Отказано због Пандемије ковида 19 | Отказано због Пандемије ковида 19 | Отказано због Пандемије ковида 19 |
| 2021.  | Отказано због Пандемије ковида 19 | Отказано због Пандемије ковида 19 | Отказано због Пандемије ковида 19 | Отказано због Пандемије ковида 19 |
| 2022.  | УАЕ                               | Јужна Африка                      |                                   |                                   |
| 2023.  | Кинески Тајпеј                    | Киргистан                         | Северна Кореја                    | Малезија                          |
| 2024.  | Тајланд                           | Босна и Херцеговина               | Мексико                           | Иран                              |